# Cirque Peak (Antarktika)
Der Cirque Peak ist ein Berggipfel der Victory Mountains im ostantarktischen Viktorialand. Er ragt 1,5 km südlich des Le Couteur Peak in der Millen Range auf.
Mitglieder der New Zealand Federated Mountain Clubs Antarctic Expedition (1962–1963) benannten ihn nach seiner Lage am Kopf eines großen Bergkessels (englisch cirque), der zum Firnfeld des Pearl-Harbor-Gletschers gehört.